# 各務原市鵜沼地区体育館
各務原市鵜沼地区体育館（かかみがはらしうぬまちくたいいくかん）は、岐阜県各務原市にある各務原市が管理運営する体育館である。鵜沼地区体育館とも称する。

## 概要
鵜沼地区の住民を対象とする体育館である。1985年（昭和60年）9月10日に開館。
建物はRC造、延床面積は 527.60m2。
使用する場合は、使用月の2カ月前から鵜沼福祉センターへ申し込む。

## 施設
- アリーナ（体育室） - 可能種目：バレーボール（1面）、バドミントン（1面）、卓球（4台）
- 多目的ルーム - 可能種目：ダンス、ヨガ、ミーティングなど
- 更衣室
- シャワー室
- 湯沸室

## 利用案内
- 休館日：年末年始（12月29日〜1月3日）
- 開館時間：9：00〜22：00
- 駐車場：6台

## アクセス
- 各務原市ふれあいバス東西線「八木山小学校前」バス停下車、徒歩約3分。
- 岐阜乗合自動車緑苑八木山線「八木山小学校前」バス停下車、徒歩約3分。